# Хлистун, Александр Иванович
Александр Иванович Хлистун (23 ноября 1916, Российская империя — 14 апреля 1991, СССР) — советский и молдавский спортсмен и тренер, заслуженный тренер Молдавской ССР.

## Биография
Родился 23 ноября 1916 года.
Спортивная карьера началась в 1934 году, когда учился в железнодорожном училище румынского города Гривица и попал в местный спортклуб. Впоследствии учился у тренера Ивана Заикина. Основным его профессиональным занятием с 1938 по 1948 годы была работа на железной дороге, где Хлистун был помощником машиниста паровоза.
В 1936—1939 годах Александр Хлистун был чемпионом Бухареста по греко-римской борьбе; в 1947—1951 годах многократно завоевывал звание чемпиона Кишинева и Молдавской ССР. Одновременно занимался тренерской деятельностью. В 1951 году он завершил спортивную карьеру и оставшуюся часть жизни посвятил себя подготовке борцов. Сначала работал инструктором по физической культуре и спорту в спортивном обществе «Пищевик», затем устроился тренером по вольной борьбе в училище виноделия и виноградарства, а также в сельскохозяйственном институте. С 1957 года до выхода на пенсию работал тренером ДСО «Трудовые резервы».
Подготовил более 200 мастеров спорта, некоторые из них также стали тренерами. В числе его воспитанников были: Пётр Марта, Александр Попов, Анатолий Раевский, Евгений Кристи, Анатолий Форкун, Иван Добровольский (1928—2002), Иван Царану (1936—2006), Федор Гелич и многие другие.
Умер 14 апреля 1991 года.

## Память
В 2016 году в Молдавии был проведён Международный турнир по вольной борьбе, посвященный 100-летию со дня рождения Александра Хлистуна, заслуженного тренера Молдовы.